# 5-ball
5-ball is een moderne spelsoort in het carambolebiljart die de KNBB in 2014 heeft geïntroduceerd om het biljarten aantrekkelijker te maken voor vooral de jeugd. Het wordt gespeeld met vijf ballen van verschillende kleuren door twee spelers die om de beurt stoten en van wie de ene met de witte bal speelt en de andere met de gele bal. Een speler kan een score maken als hij met zijn speelbal ten minste twee ballen raakt. De hoogte van de score is de som van de waarde van de geraakte ballen. De score wordt afgetrokken van een vooraf overeengekomen aantal punten bijvoorbeeld 51 of 101. Wie het eerst op 0 is uitgekomen heeft de set gewonnen. Daarna wordt de volgende set gespeeld tot iemand het vooraf overeengekomen aantal sets en daarmee de partij heeft gewonnen. Het spel lijkt op darts wegens het setsysteem en terugtellen tot 0 en op snooker omdat de punten van de aangespeelde ballen worden opgeteld voor de score. 

## Acquit
Voor de acquitstoot liggen de witte en de rode bal evenals bij de andere spelsoorten op de rechterbenedenacquit en de bovenacquit. De gele bal ligt op de linkerbenedenacquit, de groene op de benedenacquit en de blauwe op de middenacquit. De speler, die van acquit gaat, moet eerst de rode bal raken anders is de score ongeldig. 

## Waarde van de ballen
Blauw: 6
Geel, wit: 4
Rood: 2
Groen: 1